# 黄昏ゆく街で
「黄昏ゆく街で」（たそがれゆくまちで）は、日本のシンガーソングライターである尾崎豊の9枚目のシングル。英題は「57th Street」（フィフティセブンス・ストリート）。
1990年12月1日にCBS・ソニーからリリースされた。作詞・作曲およびプロデュースは尾崎が行い、5枚目のアルバム『誕生』（1990年）からのリカットとして、前作「LOVE WAY」（1990年）からおよそ2か月ぶりにリリースされた。シングルジャケットのアートワークも尾崎本人が担当している。
ニューヨークの57丁目を舞台とした男女の切ない恋物語を描いた楽曲であり、1983年のデビュー以来初めてシングルA面としてリリースされたラブ・バラードとなった。尾崎は文芸・音楽誌『月刊カドカワ』誌上にて同名小説を執筆していたが、編集長であった見城徹との確執から最終回を執筆せず、結果として小説は未完のまま発売された。
オリコンチャートでは最高位32位となった。

## 背景
アルバム『誕生』（1990年）リリース直後、尾崎は所属事務所である「ロード&スカイ」が金儲けのために自身を利用しているとの猜疑心から退所する事となった。代表取締役社長である高橋信彦は、「業界に対して、非常に不信感を持っているなと思いました。だから、僕としては、彼がこの先、ひとり立ちをしてもいいように、音楽業界というもののシステムや、人間とのつながりの大切さなどを身につけていってほしいと思ったんです。疑ってかかるよりも、まず、知ることを」と述べている。しかし、尾崎はマスコミ不信を顕にし、雑誌の取材などでも突然怒り出すことや、難解な言葉を多用してインタビューが成立しない事などが多々あったため、高橋は全てのインタビューを音楽プロデューサーである須藤晃が行うように要請する事となった。
尾崎は高橋に対して退所を告げると同時に独立して新たな事務所を共に設立する案を提示したが、高橋は取材など一部の仕事のみで尾崎に関与していたため疑心暗鬼の対象となっておらず、深く関与すれば高橋自身も同様の立場になると考え尾崎の提案を拒否した。また本作発表前の1990年4月より『月刊カドカワ』誌上にて尾崎は同名小説を連載していた。当時『月刊カドカワ』編集長であった見城徹に対し尾崎は1991年に実施した全国コンサートツアー「TOUR 1991 BIRTH」の全日程に立ち会う事を要請、しかし見城が5日目の大阪厚生年金会館公演後に無断で会社に戻った事に対して尾崎は憤慨し、「俺は見城さんの愛情が俺ひとりに向くまで、もう一回俺に向くまで、『黄昏ゆく街で』の連載を書かない」、「最終回を人質にとります」と言い出す事態となった。結果として、同小説は尾崎の死後1992年6月20日に角川書店より未完のまま発売されている。

## リリース
1990年12月1日にCBS・ソニーから8センチCDおよびカセットテープの2形態でリリースされた。アルバム『誕生』からの2枚目のシングルとして、アルバムリリースから2週間後にリリースされた。
前作「LOVE WAY」（1990年）は活動再開を宣言した作品であり、本作で尾崎はもう一つの音楽性である「苦いラヴ・ソング」を伝えるためにリリースが決定された。尾崎はデビュー以来本作に至るまでシングルA面にてラブ・バラードをリリースしておらず、「I LOVE YOU」（1983年）や「Forget-me-not」（1985年）は後にシングルリリースされたものの当時はアルバムのみに収録されていた。本作はそれまでとは異なるリリースのされ方をしたラブ・ソングとなった。

## シングル収録曲
| 全作詞・作曲: 尾崎豊、全編曲: 尾崎豊、星勝。 |                               |        |            |      |
| #                                            | タイトル                      | 作詞   | 作曲・編曲 | 時間 |
| 1.                                           | 「黄昏ゆく街で」(57th Street) | 尾崎豊 | 尾崎豊     | 5:38 |
| 2.                                           | 「音のない部屋」(Quiet Room)  | 尾崎豊 | 尾崎豊     | 4:31 |

## スタッフ・クレジット

### 参加ミュージシャン
- エディ・マルティネス（英語版） - エレクトリック・ギター、ガットギターソロ
- ボブ・グローブ - ベース
- トニー・トンプソン - ドラムス
- ジェフ・ボヴァ（英語版） - キーボード
- スティーヴ・フロム - シンクラヴィアプログラミング

### スタッフ
- 尾崎豊 - プロデューサー、カバー・アート
- 須藤晃 - ディレクター
- ラリー・アレクサンダー - レコーディング、ミックス・エンジニア
- 諸鍛治辰也 - セカンド・エンジニア
- 本間郁夫 - セカンド・エンジニア
- 三好玲子 - マスタリング・エンジニア
- 田島照久（田島デザイン） - 背面カバー写真、デザイン・コラボレーション
- 鈴木幹治 - エグゼクティブ・プロデューサー

## リリース履歴
| No. | 日付          | レーベル  | 規格         | 規格品番            | 最高順位 | 備考 |
| --- | ------------- | --------- | ------------ | ------------------- | -------- | ---- |
| 1   | 1990年12月1日 | CBSソニー | 8センチCD CT | CSDL-3204 CSSL-3204 | 32位     |      |

## 収録アルバム
- 「黄昏ゆく街で」
  - 『誕生』（1990年）
  - 『愛すべきものすべてに』（1996年）
- 「音のない部屋」
  - 『誕生』（1990年）
  - 『13/71 - THE BEST SELECTION』（2004年）